# Zsorzsett (textília)
A zsorzsett nagyon finom, könnyű, rugalmas, szemcsés felületű, kissé érdes tapintású, enyhén áttetsző selyemből, esetleg gyapjúból vagy mesterséges szálasanyagból készült szövet. Nevét - ami eredetileg az így készült szövet márkaneve volt - Georgette de la Plante francia ruhatervezőről kapta.
Rendszerint vászonkötésben készül, mind a lánc-, mind a vetülékrendszerben 2-2 erősen túlsodrott Z- illetve S-sodratú fonalból. Ez adja a szövet érdes, rugalmas jellegét. Áttetsző voltát az anyag annak köszönheti, hogy a fonal maga rendkívül vékony.
A zsorzsett jól színezhető és más selyemszövetekhez képest igen erős anyag. Ugyanakkor a kelmét nehéz varrni, mert a darabok könnyen elcsúsznak egymáson. Általában hideg vízben, enyhe mosószerrel, kézzel mosandó.
Mivel a kelme vékony és könnyű, jól használható több rétegből álló ruhákban. Gyakran készítenek belőle esküvői vagy estélyi ruhákat, valamint blúzokat.